# 힌디-우르두어 수사
힌디-우르두어 수사(Hindi-Urdu numerals, -數詞)는 힌디어와 우르두어에서 공히 사용되는 수사(數詞)를 이른다. 힌디어와 우르두어는 십진법을 따르는 수사 체계를 갖고 있으나, 그 근간이 되는 0부터 99까지의 기본 수사들은 거의가 불규칙하여 하나하나를 따로 외워야 한다. 십진법에 따라 골격이 주어지기는 하나, 첨가되는 음소가 무작위적이기 때문이다. 0부터 99까지의 수사를 나열하면 다음과 같다.
|       | -0     | -1        | -2       | -3        | -4        | -5         | -6        | -7         | -8        | -9       |
| ----- | ------ | --------- | -------- | --------- | --------- | ---------- | --------- | ---------- | --------- | -------- |
| 0–9   | śūnya  | ek        | do       | tīn       | cār       | pāṁc       | chah      | sāt        | āṭh       | nau      |
| 10–19 | das    | gyārah    | bārah    | terah     | caudah    | pandrah    | solah     | satrah     | aṭhārah   | unnīs    |
| 20–29 | bīs    | ikkīs     | bāīs     | teīs      | caubīs    | paccīs     | chabbīs   | sattāīs    | aṭṭhāīs   | untīs    |
| 30–39 | tīs    | ikattīs   | battīs   | taiṁtīs   | cauṁtīs   | paiṁtīs    | chattīs   | saiṁtīs    | aṛtīs     | untālīs  |
| 40–49 | cālīs  | iktālīs   | bayālīs  | taiṁtālīs | cavālīs   | paiṁtālīs  | chiyālīs  | saiṁtālīs  | aṛtālīs   | uncās    |
| 50–59 | pacās  | ikyāvan   | bāvan    | tirpan    | cauvan    | pacpan     | chappan   | sattāvan   | aṭṭhāvan  | unsaṭh   |
| 60–69 | sāṭh   | iksaṭh    | bāsaṭh   | tirsaṭh   | cauṁsaṭh  | paiṁsaṭh   | chiyāsaṭh | saṛsaṭh    | aṛsaṭh    | unhattar |
| 70–79 | sattar | ik.hattar | bahattar | tihattar  | cauhattar | pac.hattar | chihattar | sat.hattar | aṭhhattar | unyāsī   |
| 80–89 | assī   | ikyāsī    | bayāsī   | tirāsī    | caurāsī   | pacāsī     | chiyāsī   | sattāsi    | aṭṭhāsī   | navāsī   |
| 90–99 | nave   | ikyānve   | bānve    | tirānve   | caurānve  | pacānve    | chiyānve  | sattānve   | aṭṭhānve  | ninyānve |

반면 100(sau)부터의 수사는 규칙적이다. 100-999까지의 수를 읽을 때는 1-9까지의 수사와 100의 수사를 결합하여 읽고, 다음으로 필요한 경우 1-99까지의 수사를 읽으면 된다. 999보다 큰 수를 읽을 때에는 1-99까지의 기본 수사를 이용하여 102 단위씩 올려 가며 읽으면 된다. 기본으로 사용되는 단위 수사가 102n-1 형태의 여러 수에 대해 주어져 있기 때문이다. 이를 나열하면 다음과 같다.
1. 103 : हज़ार (hazār)
2. 105 : लाख (lākh)
3. 107 : करोड़ (kroṛ)
4. 109 : अरब (arab)
5. 1011 : खरब (kharab)
6. 1013 : नील (nīl)

물론 이상은 일상적으로 사용되는 수사들만 나열한 것이며, 102 배씩 올라가는 단위 수사들은 이 이후에도 많이 있다.